# Károly József Batthyány

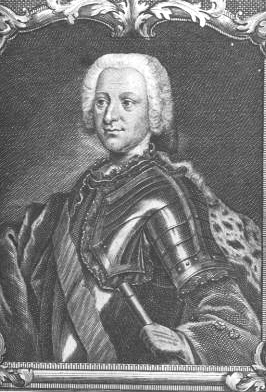
Carlos José Batthyány

El conde Carlos José Batthyány de Németújvár (en húngaro: németújvári gróf Batthyány Károly József, Károly József Batthyány, en alemán: Karl Josef Graf Batthyány, en croata: Karlo Josip grof Baćan; 28 de abril de 1697, Rechnitz - 15 de abril de 1772, Viena) fue un general y mariscal de campo austrohúngaro. Ejerció como ban (virrey) de Croacia entre 1743 hasta 1756.
Károly József Batthyány nació en 1697 como hijo del conde húngaro Ádám Batthyány. Sirvió en el ejército austriaco bajo las órdenes del príncipe Eugenio de Saboya en la guerra contra los turcos otomanos y participó en las batallas de Peterwardein, Temesvar y Belgrado.
En 1734 sirvió como general de las tropas imperiales austriacas desplegadas en la zona del Rin contra Francia, y en 1737 contra los turcos otomanos. Desde 1739 a 1740 fue el enviado austriaco en Berlín, pero sin embargo regresó tras el estallido de la Guerra de Silesia con Prusia.
En la Guerra de Sucesión de Austria (1744), sirvió nuevamente como comandante de campo. Se enfrentó a los franceses dirigidos por el general Ségur en la Batalla de Pfaffenhofen el 15 de abril de 1745. A pesar de su inferioridad numérica consiguió una aplastante victoria. El conde Batthyány después se unió a las fuerzas del mariscal de campo Otón Fernando von Abensberg und Traun, volvió a derrotar a los franceses y los obligó a retroceder más allá del Rin.
En 1746 sirvió bajo el mando del príncipe Carlos Alejandro de Lorena en Bélgica y tomó parte en la Batalla de Rocoux en 1747. Bajo las órdenes del duque de Cumberland realizó una retirada ejemplar en la Batalla de Lauffeld.
Tras la guerra, el conde Batthyány fue nombrado príncipe por la emperatriz María Teresa I de Austria, y posteriormente sirvió como consejero del príncipe heredero, que posteriormente sería el emperador José II de Austria. 
El conde Batthyány pasó sus últimos años en la ciudad de Viena, donde murió en 1772. 